# Черновський
Черно́вський (рос. Черновский, башк. Черновка) — присілок у складі Уфимського району Башкортостану, Росія. Входить до складу Красноярської сільської ради.
Населення — 60 осіб (2010; 47 у 2002).
Національний склад:
- татари — 57 %
- башкири — 28 %